# Ctenomys nattereri
El tucu-tucu de Natterer (Ctenomys nattereri) es una especie de roedor histricomorfo de la familia Ctenomyidae propia de Sudamérica. Se halla en Bolivia y en Brasil.